# Mpumalanga
Mpumalanga è una provincia del Sudafrica, precedentemente chiamata Eastern Transvaal; il nuovo nome, adottato nel 1995, significa "il luogo dove sorge il Sole" in lingua Zulu. Mpumalanga si trova nella parte nordorientale del Paese; confina a nord con la provincia di Limpopo, a ovest con le province di Gauteng e di Free State, a sud con la provincia di KwaZulu-Natal, e a est con Swaziland e Mozambico. La sua estensione rappresenta il 6,5% dell'area complessiva del Sudafrica. La capitale è Mbombela.
Il territorio dell'attuale provincia era parte, fino al 1994, della più estesa provincia del Transvaal.

## Bandiera
La metà superiore della bandiera presenta nel cantone l'immagine stilizzata di una margherita di Barberton rossa su fondo giallo, sotto la quale vi sono due strisce, una bianca e una blu, che si dirigono in diagonale verso l'alto. La metà inferiore è verde.

## Geografia fisica
I monti Drakensberg dividono Mpumalanga in una parte occidentale, caratterizzata da grandi praterie (Highveld) e una parte orientale caratterizzata da quote più elevate e un clima subtropicale, in cui domina la savana (Lowveld e Bushveld). La metà meridionale del Kruger National Park appartiene alla provincia.

## Parchi naturali
La provincia ha una fauna e una flora molto ricche, e protette in numerose riserve naturali, tra cui la Blyderivierspoort Nature Reserve, il Great Limpopo Transfrontier Park (che include il Kruger), e la Sabi-Sand Game Reserve (che riunisce numerose riserve private, incluse Chitwa Chitwa Game Lodge, Djuma Game Reserve, Exeter Game Lodge, Idube Game Reserve, Inyati Private Game Reserve, Leopard Hills Private Game Reserve, Lion Sands Private Game Reserve, Londolozi Game Reserve, Mala Mala Game Reserve, Savanna Private Game Reserve e Ulusaba Game Lodge.

## Comuni e distretti
La provincia di Mpumalanga è suddivisa in due District Management Areas (DMAs) con codice MPDMA31, MPDMA32 e tre distretti municipali, a loro volta sono suddivisi in diciotto municipalità locali:
- Municipalità distrettuale di Gert Sibande (DC30)
  - Municipalità locale di Albert Luthuli (MP301)
  - Municipalità locale di Msukaligwa (MP302)
  - Municipalità locale di Mkhondo (MP303)
  - Municipalità locale di Pixley ka Seme (MP304)
  - Municipalità locale di Dipaleseng (MP306)
  - Municipalità locale di Govan Mbeki (MP307)
  - Municipalità locale di Lekwa (MP305)
- Municipalità distrettuale di Nkangala (DC31)
  - Municipalità locale di Delmas (MP311)
  - Municipalità locale di Dr J.S. Moroka (MP316)
  - Municipalità locale di Emalahleni (MP312)
  - Municipalità locale di Emakhazeni (MP314)
  - Municipalità locale di Steve Tshwete (MP313)
  - Municipalità locale di Thembisile (MP315)
- Municipalità distrettuale di Ehlanzeni (DC32)
  - Municipalità locale di Bushbuckridge (MP325)
  - Municipalità locale di Thaba Chweu (MP321)
  - Municipalità locale di Mbombela (MP322)
  - Municipalità locale di Umjindi (MP323)
  - Municipalità locale di Nkomazi (MP324)

## Economia

### Agricoltura
La varietà di climi fra la regione secca e relativamente fredda dell'Highveld e il caldo umido del Lowveld consente una corrispondente varietà nelle coltivazioni. Oltre il 68% del territorio della provincia è utilizzato per l'agricoltura. Si coltivano per esempio mais, frumento, sorgo, orzo, girasoli, soia, arachidi, canna da zucchero, ortaggi, caffè, tè, cotone, tabacco, citrus e altri generi di frutta decidua e subtropicale.
Intorno a Sabie si produce legname; a Ngodwana si trova la più importante cartiera del paese (Sappi).
Il 14% del territorio è dedicato all'allevamento; si producono carne di manzo, di oca e di pecora, lana, e prodotti caseari.

### Industria mineraria
Come gran parte del Sudafrica, Mpumalanga è ricca di giacimenti minerari. Si estraggono tra l'altro oro, platino, silicio, magnetite, zinco, cobalto, rame, ferro, manganese, carbone, asbesto.
I primi giacimenti d'oro furono trovati a Mpumalanga nel 1883 da Auguste Roberts, nelle montagne intorno all'attuale Barberton, dove ancora oggi sono attive diverse miniere.
Mpumalanga fornisce l'83% del carbone estratto in Sudafrica. Il 90% di tale produzione viene usato per la produzione di energia elettrica e di carburanti sintetici; le centrali si trovano quasi tutte nei dintorni delle miniere.

### Turismo
La provincia di Mpumalanga accoglie ogni anno numerosi turisti nazionali e internazionali. Il movimento dei turisti è legato ai parchi naturali, e soprattutto al Kruger, che rappresenta una delle attrazioni turistiche principali del paese. Tuttavia, molti itinerari turistici prevedono anche visite ad altri luoghi di interesse, come le antiche caverne Sudwala. Riveste anche grande interesse turistico la strada panoramica che attraversa la provincia da est a ovest, e che viene percorsa anche per recarsi al celebre Blyde River Canyon.